# Grand Junction, Colorado
Grand Junction là một thành phố thủ phủ quận Mesa, tiểu bang Colorado, Hoa Kỳ. Thành phố có diện tích km², dân số thời điểm năm 2007 theo ước tính của Cục điều tra dân số Hoa Kỳ là 53.662 người2.